# Nikolai Terteryan
Nikolai Terteryan (født 19. juni 2001 i Jerevan) er en dansk amatørbokser med Armensk afstamning og vinder af de Europæiske Lege i Krakow i 2023, hvilket sikrede ham en kvalifikation til OL 2024 i Paris.
Han har opnået betydelig anerkendelse inden for bokseverdenen med imponerende præstationer i både ungdoms- og senior-turneringer. Blandt hans bemærkelsesværdige sejre findes Guldmedaljerne ved 73. bokseturnering Strandja 2022 (IBA-turnering), under 22 EM i 2022 og European Games i 2023
Nikolai er den første danske amatørbokser siden Dennis Ceylans i  2012, til at kvalificere sig til OL. Hans OL-billet blev sikret, da han vandt sin kvartfinale ved 2023 European Games mod den albanske bokser Alban Beqiri 

## Tidlige liv
Nikolai er søn af den nu afdøde armenske landsholdsbokser Tigran Terteryan. 
I 1996 kom Tigran Terteryan til Danmark med det formål at deltage i EM i Vejle og håbet om at kvalificere sig til OL. Tilbage i Armenien blev han stillet over for et ultimatum: hvis han ikke kvalificerede sig til OL, skulle han aftjene værnepligt og dermed deltage i krig. Efter en skuffende præstation, hvor han ikke opnåede OL-kvalifikationen, traf han beslutningen om at blive i Danmark og søge asyl. Noget tid efter at have hentet sin kone og søn Marsel til Danmark fik parret yderligere tre sønner, herunder Nikolai og hans tvillingebror Sebastian Terteryan. Alle fire brødre har repræsenteret det danske landshold i boksning ved forskellige internationale turneringer.

## Karriere
Terteryan træner hos Kolding bokseklub i Kolding og har deltaget i diverse internationale mesterskaber. Disse inkluderer U-15 EM i 2015 i Anapa, U-17 EM i 2016 i Kaposvár, U-19 VM i 2018 i Budapest samt U-19 EM i 2018 i Roseto og 2019 i Sofia. 